# Bí mật người thừa kế
Bí Mật Người Thừa Kế (tên tiếng Hindi: Waaris, वारिस tạm dịch: Người Thừa Kế) là một bộ phim truyền hình Ấn Độ được phát sóng trên kênh & TV từ ngày 16 tháng 5 năm 2016 và kết thúc ngày 1 tháng 12 năm 2017.
Phim khai thác câu chuyện về cuộc sống của những bé gái phải cải trang thành trai theo phong tục truyền thống lâu đời có tên Bacha Posh.

## Diễn viên
- Farnaz Shetty vai Manpreet Pawania/Mannu/Preet
- Neel Motwani vai Raj Bajwa
- Aarti Singh vai Amba Pawania
- Farhina Parvez vai Simran Pawania
- Sanket Chouske vai Rohan Bajwa
- Roop Durgapal/Vindhya Tiwary vai Sakshi
- Jasveer Kaur vai Mohini
- Akshay Dogra Vai Jagan Pawania
- Angad Hasija vai Chandar
- Vandana Lalwani vai Amrit Bajwa
- Anand Suryavanshi vai Harjeet Bajwa
- Swati Bajpai vai Ravee Pawania
- Ankita Bahuguna vai Gunjan Pawania
- Kaivalya Chheda vai Sukhi Pawania

### Một số diễn viên khác
- Saniya Touqeer vai Manpreet Pawania/Mannu
- Wahib Kapadia vai Raj Bajwa
- Sucheta Shivkumar vai Deena Pawania
- Yatin Mehta vai Raman Bajwa
- Gaurav Sharma vai Veeru
- Bhavana Balsavar vai Sushila
- Kushabh Manghani vai Nihaal
- Neeru Singh vai Pammi
- Lavina Tandon vai Swaroop Bajwa
- Mohammed Iqbal Khan vai Charan Pawania
- Sumbul Touqeer vai Gunjan Pawania
- Sneh Mirani vai Sukhi Pawania
- Ashish Kapoor vai Jai
- Lakshya Wahi vai Yuvraj

## Nội Dung
Bí Mật Người Thừa Kế là câu chuyện kể về Amba Pawania (Aarti Singh), một người mẹ Punjabi bắt buộc phải nuôi đứa con gái của mình Manpreet Pawania (Farnaz Shetty/Saniya Touqeer) như một cậu con trai, cùng với nỗ lực bảo vệ hoà bình của cả làng và ngăn cản người em chồng bạo lực Jagan Pawania (Akshay Gogra) khỏi vị trí trưởng tộc.

### Phần 1
Tại một ngôi làng nhỏ ở vùng Punjab, hai gia tộc giàu có và quyền lực nhất là Pawania và Bajwa luôn tranh chấp và đấu đá lẫn nhau bởi một mối thù truyền kiếp, gia tộc Pawania có hai người con trai là Charan Pawania và Jagan Pawania họ sở hữu hầu hết đất đai ở vùng Gaguwal, Charan Pawania là người được chọn vào chức trưởng làng, vợ của Charan là Amba Pawania đã sinh được hai cô con gái, nên mẹ của Charan là bà Deena nói rằng nếu ông không có con trai thì bà sẽ giao chức trưởng tộc cho Jagan em trai của ông vì Jagan đã có một cậu con trai, khi Amba mang thai lần thứ ba Charan đã bị người nhà Bajwa bắn chết, Amba vì đau buồn nên động thai và đã hạ sinh một bé gái thứ ba, bà Deena trước đó đã nói nếu như lần này cô vẫn sinh con gái thì bà sẽ giết đứa bé đó, bà ấy không cho phép đứa con gái thứ ba ở trong ngôi nhà này, nhớ lại những lời đó Amba đã mua chuộc bà đỡ nói rằng cô đã sinh ra một đứa con trai và đặt tên là Manpreet Pawania.